# Майкъл Фрейн
Майкъл Фрейн (на английски: Michael Frayn; род. 8 септември 1933, Лондон) е английски писател, драматург, сценарист, преводач, журналист.
Автор е на 11 романа и на 16 пиеси. Член е на Royal Society of Literature (RSL) – „най-главната литературна организация на Великобритания“, основана от крал Джордж V.
Огромна популярност му носи фарсът Noises off, както и пиесите Copenhagen (Копенхаген) и Democracy (Демокрация). Noises off е игран с огромен успех на българска театрална сцена със заглавията Шум зад кулисите и Още веднъж отзад. На забележителен успех се радват и романите на М. Фрейн Towards the End of the Morning (Към края на сутринта), Стремглаво (Headlong) и Spies (Шпиони), приети еднакво добре и от критиката, и от читателите. Автор е и на ред публицистични, биографични и философски трудове като The Human Touch: Our Part in the Creation of the Universe (2006). Изтъкнат преводач на руска класическа литература, един от най-добрите англоезични преводачи на драматургичното творчество на Чехов.
Безспорният успех на Майкъл Фрейн като драматург и романист го нарежда сред най-утвърдените съвременни англоезични писатели. Удостоен е с повече от 20 британски и световни награди за литература и драматургия (Уитбред, Тони, Лорънс Оливие, Молиер).
Първият излязъл на български роман на М. Фрейн е блестящата психо-крими-социална комедия Headlong, която издателство Кибеа пуска на пазара през 2016 със заглавието Стремглаво. Премиерата на книгата на 25 май 2016 г. е повод за първото посещение на многостранния творец в България. Майкъл Фрейн е почетен гост на Пролетния базар на книгата-2016.

## Ранни години
М. Фрейн е роден в лондонското предградие Мил Хил, израства в Съри и завършва Kingston Grammar School. Следват две години военна служба, през които той научава руски език. През 1957 завършва Кеймбридж със специалност Философия. Работи в Гардиън и Обзървър, изграждайки си репутацията на репортер и колумнист, който критикува обществените нрави със средствата на сатирата и иронията. По същото време публикува първите си есета, романи и пиеси.
Женен е за Клеър Томалин (Claire Tomalin) – журналист и писател, автор на биографични книги.

## Творчество
драматургия
Майкъл Фрейн е определян като жив класик на британската драматургия, чието име се нарежда до имената на Харолд Пинтър, Том Стопард и Мартин Макдона. Първата си пиеса М. Фрейн пише за Вечерта на едноактните пиеси, но продуцентът я отхвърля. Въпреки неуспеха си той продължава да пише за театъра. Няколко години по-късно пиесата му Alphabetical Order (По азбучен ред, 1975) получава наградата на лондонския Ивнинг стандарт (Evening Standard, London) за Най-добра комедия на годината. В последващите години драматургът става още няколко пъти лауреат на същата награда. Сред най-популярните му пиеси е фарсът Noises off (1982), поставен в София на сцената на Младежкия театър като Шум зад кулисите, а по-късно и в Сатиричния театър със заглавието Още веднъж отзад под режисурата на чеха Иржи Менцел. За участието си в постановката на Сатиричния театър актьорът Христо Гърбов получава наградата Аскеер (1998 г.).
В основата на пиесата Copenhagen (Копенхаген, 1998) е реално историческо събитие: срещата на датския физик Нилс Бор с немския физик и негово протеже Вернер Хайзенберг по времето, когато Хайзенберг вероятно вече работи върху създаването на атомната бомба. Пиесата е продължение на философските размисли на М. Фрейн над фундаменталния въпрос „Защо хората правят това, което правят“. Това е сърцето на пиесата. Копенхаген e многократно награждавана като Най-добра нова пиеса (Critics' Circle Theatre Awards for Best New Play) и Пиеса на годината, удостоена е също с премията Молиер (Париж, 1999), Тони (Ню-Йорк, 2000) и пр.
Други драматургични произведения на М. Фрейн: философските комедии Alphabetical Order, Benefactors (Благодетели), Clouds (Облаци), Make and Break, блестящите фарсове Donkeys' Years (Магарешки години) и Balmoral (популярна и под името Liberty Hall), както, естествено, и Шум зад кулисите/Още веднъж отзад (Noises Off). Сред по-късните му творби е пиесата Democracy (Демокрация), поставена в Националния театър (The National Theatre) и на Бродуей (Brooks Atkinson Theatre). Отново в Националния театър (Лондон) се играе и друга негова пиеса – Afterlife (Живот след смъртта), биографична драма за живота на прочутия австрийски импресарио Макс Райнхард.
По текстове на М. Фрейн са заснети девет филма, единият от които First and Last (Първо и последно) с участието на Том Уилкинсън, печели ЕМИ – най-престижната телевизионна награда в света.
романи
Майкъл Фрейн е автор на редица романи, сред които номинираният за наградата Букър Стремглаво (Headlong, 1999). Той е и първият издаден на български роман на М. Фрейн (Кибеа, 2016). Сред останалите му произведения изпъкват The Tin Men (Тенекиеният човек), който получава наградата Съмърсет Моъм през 1966; The Russian Interpreter (Преводачът от руски), отличен през 1967 с наградата Hawthornden; Towards the End of the Morning (Към края на сутринта); Sweet Dreams (Сладки мечти); A Landing on the Sun (Кацане на слънцето); A Very Private Life (Твърде личен живот); Now You Know (Сега знаеш) и Skios (Скиос). Романът Spies (Шпиони) печели литературната награда Уитбред (Whitbread) през 2002. М. Фрейн е също автор на книга за философията – Constructions (Построения), както и на отделен труд, посветен на собствените му философски виждания (The Human Touch).
преводи
Майкъл Фрейн е изтъкнат преводач на руска класическа литература и е сред най-добрите англоезични преводачи на Чеховите пиеси Вуйчо Ваньо, Вишнева градина и Три сестри. Освен тях той превежда на английски няколко Малки пиеси на същия автор, които нарича The Sneeze. Те са изпълнявани на сцената на Уест Енд от Роуън Аткинсън, по-известен като Мистър Бийн. Превел е също пиесата Плодовете на просвещението на Лев Толстой, играна в британския Национален театър.

## Награди
- 1966: Съмърсет Моъм за романа The Tin Men (Тенекиеният човек)
- 1975: Ивнинг стандарт (Лондон) за най-добра комедия (London Evening Standard Award for Best Comedy), за Alphabetical Order (По азбучен ред)
- 1976: Лорънс Оливие (Laurence Olivier Award for Best Comedy) за най-добра комедия за Donkeys' Years (Магарешки години)
- 1980, 1982: Наградата на Ивнинг стандарт (Лондон) за най-добра комедия (London Evening Standard Award for Best Comedy), респ. за Make and Break и Шум зад кулисите/ Още веднъж отзад (Noises Off)
- 1982: Лорънс Оливие (Laurence Olivier Award for Best Comedy) за най-добра комедия за Шум зад кулисите/ Още веднъж отзад Noises Off
- 1984: Ивнинг стандарт (Лондон) за най-добра пиеса (London Evening Standard Award for Best Play) за Benefactors (Благодетели)
- 1990: Международна награда ЕМИ (International Emmy Award) за First and Last (Първо и последно)
- 1998: Награда на театралните критици за най-добра нова пиеса (Critics' Circle Theatre Awards for Best New Play) и на Ивнинг стандарт (Лондон) за пиеса (London Evening Standard Award for Best Play) за Copenhagen (Копенхаген)
- 2000: ТОНИ (САЩ) за най-добра пиеса (Tony Award for Best Play, USA) за Copenhagen
- 2002: Уитбред за най-добър роман (Whitbread Best Novel Award) за Spies (Шпиони)
- 2003: Ивнинг стандарт (Лондон) за най-добра пиеса (London Evening Standard Award for Best Play) за Democracy (Демокрация)
- 2003: Златно перо (Golden PEN Award) за изключителен цялостен принос към литературата (A Lifetime's Distinguished Service to Literature)

## Най-известни романи
- The Tin Men (Тенекиеният човек, 1965)
- The Russian Interpreter (Преводачът от руски, 1966)
- Towards the End of the Morning (Към края на сутринта, 1967)
- A Very Private Life (Твърде личен живот, 1968)
- Sweet Dreams (Сладки мечти, 1973)
- The Trick of It (1989)
- A Landing on the Sun (Кацане на слънцето, 1991)
- Now You Know (Сега знаеш, 1993)
- Стремглаво (Headlong, 1999)
- Spies (Шпиони, 2002)
- Skios (Скиос, 2012)

## Най-известни пиеси
- The Two of Us (Ние двамата), 4 едноактови пиеси за 2 актьори (1970)
- Alphabetical Order (По азбучен ред) and Donkeys' Years (Магарешки години, 1977)
- Clouds (Облаци, 1977)
- Balmoral (1978)
- Make and Break (1980)
- Шум зад кулисите или Още веднъж отзад (Noises Off, 1982)
- Benefactors (Благодетели, 1984)
- First and Last (Първо и последно, 1989)
- Listen to This: Sketches and Monologues (Чуйте това: Скечове и монолози, 1990)
- Jamie on a Flying Visit (Джейми) и Birthday (Рожден ден, 1990): пиеси за телевизията
- Look Look (Виж, виж, 1990)
- Audience (1991)
- Here (Тук, 1993)
- Alarms and Excursions: More Plays than One (1998)
- Copenhagen (Копенхаген, 1998)
Democracy (Демокрация, 2003)
- Afterlife (Живот след смъртта, 2008)